# Антон Эгон фон Фюрстенберг-Хайлигенберг
Анто́н-Э́гон фон Фю́рстенберг-Хайли́генберг (Anton Egon von Fürstenberg-Heiligenberg; 23 апреля 1656, Мюнхен — 10 октября 1716, Вермсдорф) — имперский князь из баварского рода Фюрстенбергов, наместник Саксонии (1697—1716) в период пребывания Августа Сильного на королевском троне Речи Посполитой.

## Биография
Сын владетельного князя из Швабии, имевшего чин обер-камергера баварского двора. В 1674 г. совершил гран-тур в Италию и Францию. После смерти отца находился под влиянием его братьев, епископов Мецского и Страсбургского, которые поддерживали внешнюю политику Людовика XIV. Галломания молодого князя привела к тому, что он женился в Париже в 1677 году на французской дворянке Мари де Линьи. Узнав об этом, император Леопольд I, увязший в войнах с Францией, был в ярости. Он объявил о конфискации баварских владений Фюрстенберга. Из-за этого Антон-Эгон был вынужден покинуть Францию и просить у императора прощения. После нескольких лет имперской службы вернул свои родовые владения по условиям Нимвегенского мира. Впоследствии жил в Мюнхене и временами у своей жены в Париже.
В 1691 г. опять попал в немилость императора, из-за чего возвратился в свои владения, но после примирения получил должность на венгерском золотом руднике. Оттуда король Август Сильный, по рекомендации епископа фон Раба и императорского исповедника Менегати, назначил Антона-Эгона 2 декабря 1697 года в Дрездене на должность наместника Саксонии, на время отсутствия короля в Польше, с зарплатой в размере 24 000 флоринов. Наместнику предоставлена была лейб-гвардия из 20 кавалеристов. Иностранец-католик знатного происхождения должен был служить не только католической пропаганде, но и сообществу саксонских придворных юнкеров, а также противодействовать их бесхозяйственности. А с помощью устранения обременительных для короля преград Саксонской конституции, найти возможность для удовлетворения постоянных денежных нужд последнего. Действительно, созданный под его руководством совет (нем. Generalrevisionsrath) дал сильный ход в этом направлении. Однако, после массовых протестов в 1700 г., Антон-Эгон был вынужден отказаться от дальнейших действий в роли реформатора — и помирился с саксонской аристократией.
В 1703 году Антон-Эгон принимал участие во взятии Байхлингена. В 1706 г. отправился предположительно с секретной миссией в Вену, чтобы привлечь императора на сторону короля, над которым одерживал верх «северный герой» Карл XII. В том же году, после заключения Альтранштедтского мира, прервалась деятельность Антона-Эгона в роли наместника. После возобновления военных действий, он вновь был назначен наместником, но его влияние было ограничено. После того, как его надежда в 1711 году, по предложению короля, стать кардиналом, не была одобрена папской курией, Антон-Эгон вернулся обратно в Вермсдорф, где и умер 10 октября 1716 года. Среди его наград — орден Св. Андрея Первозванного (1711) и орден Белого Орла.
В польском телефильме «Графиня Коссель» (1968) роль князя Фирстенберга исполнил ветеран польской сцены Станислав Мильский.

## Семья
Жена — Мари де Линьи (1656—1711), дочь Жана де Линьи и Элизабет Бойер. Дети:
- Франц Йозеф (1682-1690).
- Филиппина-Луиза (1680-1706) — жена с 1700 Луи де Ган-Вилена, князя Изенгьенского, маршала Франции.
- Луиза — жена Шарля де ла Нэ, маркиза де Санзеля
- Мари-Луиза-Мавриция (ум. 1749) — жена с 1708 Мари-Жана-Батиста Кольбера, маркиза де Сеньеле (внук контролёра финансов)

Единственный сын Антона-Эгона умер в детстве; на нём пресеклась эта ветвь рода Фюрстенбергов.